# 魔戒：力量之戒
《魔戒：力量之戒》（英語：The Lord of the Rings: The Rings of Power）是一部美國奇幻類型的網路影集，這部作品的劇情並非直接從原著書本汲取或重複電影版的劇情，而是使用類似二次創作的方式虛構改編自J·R·R·托爾金的小說《魔戒》以補完發生在《魔戒現身》之前的故事，由於這段故事從未在原著中交代，因此遭來原著支持者的非議。
劇中故事的時間背景設定於第二紀元，在電影《魔戒首部曲：魔戒現身》中事件的三千多年前。影集由亞馬遜工作室、托爾金遺產委員會、托爾金信託基金會、哈潑柯林斯出版社和新線影業聯合製作，J·D·潘恩（J.D. Payne）和派翠克·麥凱（Patrick McKay）擔當節目統籌。
2017年11月，亞馬遜獲得小說《魔戒》的電視劇改編權，亞馬遜公司稱該協議還包含製作番外篇的可能性。。亞馬遜籌劃製作五季的電視劇，總預算達到10億美元。2018年7月，亞馬遜選定J·D·潘恩和派翠克·麥凱負責開發影集。2018年年底，整個創意團隊組建完成。亞馬遜展開全球範圍內的選角工作，羅伯特·阿拉馬約等新人演員確定出演主要角色。2020年2月，製作組在紐西蘭的奧克蘭開機拍攝。3月，因應2019冠狀病毒病疫情，劇組暫停拍攝，於9月底恢復拍攝作業。
《魔戒：力量之戒》於2022年9月1日在亞馬遜影片首播。2019年11月，亞馬遜在影集開播之前正式預訂第二季。

## 劇情
時間發生在中土世界的第二紀元，在《哈比人歷險記》和《魔戒》主體故事的數千年前，主要角色需要面對中土世界內邪惡勢力的再度崛起。

## 演員與角色

### 主演
- 羅伯特·阿拉馬約 飾演 愛隆

半精靈工匠和政治家。此角色於《魔戒電影三部曲》和《哈比人電影三部曲》中由雨果·威明飾演；而本作原定由威爾·普爾特出演，但因檔期與衝突而辭演。
- 莫菲德·克拉克 飾演 凱蘭崔爾

諾多族和凡雅族混血的精靈貴族，亦是強悍的女戰士，認為邪惡正在回歸中土大陸。此角色於《魔戒電影三部曲》和《哈比人電影三部曲》中由姬蒂·白蘭芝飾演。
- 歐文·亞瑟 飾演 都靈四世

不死都靈的後人，凱薩督姆的矮人王子。
- 麥克斯·鲍德里 飾演 埃西鐸

努曼諾爾水手，後在中土大陸建立剛鐸王國。此角色於《魔戒電影三部曲》中由亨利·先爾亞飾演。
- 查理·維克斯（英语：Charlie Vickers） 飾演 哈爾布蘭德／索倫（Halbrand/Sauron）

一個想要逃避過去的人類，命運卻意外與凱蘭崔爾交纏在一起。
- 娜贊寧·波妮亞蒂 飾演 布朗溫（Browyn）

開設藥坊的哈拉德威治人類，亦是一位母親。
- 伊斯梅爾·克魯斯·科爾多瓦（英语：Ismael Cruz Córdova） 飾演 阿龍迪爾（Arondir）

駐守中土大陸的西爾凡精靈巡兵，與人類有一段跨越種族的戀情。
- 艾瑪·霍瓦特 飾演 埃雅莉恩（Eärien）

埃西鐸的妹妹。原著中埃西鐸只有一個弟弟安那瑞安，暫未知此角色是原創角色或是安那瑞安的性轉版本。
- 瑪克拉·卡瓦諾（英语：Markella Kavenagh） 飾演 埃拉諾·烈酒腿（Elanor Brandyfoot）

哈富特族的哈比人。
- 查爾斯·愛德華茲 飾演 凱勒布理鵬

諾多王族，眾魔戒的鑄造者。
- 班傑明·沃克 飾演 吉爾加拉德

第六任流亡諾多族最高君王，活躍於林頓。此角色於《魔戒電影三部曲》中由馬克·弗格森飾演。在沃克宣佈出演前，由於其同為演員的妻子凱亞·絲柯黛蘭莉歐在Instagram上發佈前往片場的照片而一度被媒體誤傳為出演者之一。
- 勞埃德·歐文 飾演 伊蘭迪爾

安督奈伊親王之子，努曼諾爾陸沉後在中土大陸建立了亞爾諾和剛鐸王國。此角色於《魔戒電影三部曲》中由彼得·麥卡斯飾演。
- 彼得·穆蘭 飾演 都靈三世

凱薩督姆的統治者，矮人七戒的持有者，於精靈與索倫之戰爭中與伊瑞詹精靈結盟。
- 蘇菲亞·諾姆維特（英语：Sophia Nomvete） 飾演 迪薩（Disa）

凱薩督姆的矮人王子妃。
- 辛西婭·雅代-魯賓遜 飾演 塔爾-密瑞爾

努曼諾爾女皇。
- 崔斯坦·葛拉維（英语：Trystan Gravelle） 飾演 亞爾-法拉松

努曼諾爾國師，忠於塔爾-密瑞爾。
- 連尼·亨利 飾演 沙鐸克•巴羅斯（Sadoc Burrows）

哈富特族長老。
- 梅根·理查斯（英语：Megan Richards） 飾演 波比•巴費諾（Poppy Proudfellow）

哈富特族人。
- 丹尼爾·韋曼（英语：Daniel Weyman） 飾演 神秘人（The Stranger）

手持蘋果的神秘人。其真實身份為“甘道夫”。
- 喬瑟夫·毛利（英语：Joseph Mawle） 飾演 阿多（Adar）

半獸人的首領。

### 客串
- 威爾·弗萊徹（英语：Will Fletcher） 飾演 芬羅德·費拉剛：凱蘭崔爾之兄，在對抗魔苟斯的戰爭中身亡。

- 肯特·布萊克本（英语：Ken Blackburn） 飾演 塔爾-帕蘭特：前努曼諾爾國王，密瑞爾之父親

- 西蒙·米瑞爾斯（英语：Simon Merrells） 飾演 巡兵隊長雷非昂（Watchwarden Revion）：駐守中土大陸的西爾凡精靈巡兵部隊隊長[22]。

- 奧古斯塔·普魯 飾演 梅多爾（Médhor）：駐守中土大陸的西爾凡精靈巡兵，阿龍迪爾之搭檔。

- 法比安·麥卡勒姆（英语：Fabian McCallum） 飾演 隆迪爾（Thondir）：凱蘭崔爾之副手。

- 迪倫·史密斯（英语：Dylan Smith (Canadian actor)） 飾演 拉哥·烈酒腿（Largo Brandyfoot）：哈富特族人，諾里的父親。

- 傑夫·莫雷爾（英语：Geoff Morrell (actor)） 飾演 瓦爾德雷格（Waldreg）：哈拉德威治人類，酒館老闆。

- 伊恩·布萊克本（英语：Ian Blackburn） 飾演 朗温（Rowan）：哈拉德威治人類，提奥之好友。

### 特別客串
- 傑德·布拉非 飾演 頑夫（Vrath）：活躍於南方人類聚居地的半獸人指揮官[23]。布拉非此前曾在《魔戒二部曲：雙城奇謀》中飾演半獸人史那加和在《哈比人電影三部曲》中主演矮人諾力。

其他演員：
- 泰隆·穆哈費迪恩（英语：Tyroe Muhafidin）
- 基普·查普曼（英语：Kip Chapman）
- 安東尼·克魯姆（英语：Anthony Crum）
- 瑪克辛·坎利夫（英语：Maxine Cunliffe）
- 澤斯塔·喬尼森戴拉（英语：Thusitha Jayasundera）
- 彼得·泰特（英语：Peter Tait）
- 艾力克斯·塔蘭特（英语：Alex Tarrant）
- 萊昂·瓦德姆（英语：Leon Wadham）
- 薩拉·桑旺巴尼（英语：Sara Zwangobani）
- 艾米莉·希爾德-維利爾斯（英语：Amelie Child-Villiers）
- 鮑爾·卡西迪（英语：Beau Cassidy）

## 集數
| 季數 | 集数 | 集数 | 上線日期      | 上線日期       |
| 季數 | 集数 | 集数 | 首映          | 季终           |
| ---- | ---- | ---- | ------------- | -------------- |
| 1    | 8    | 8    | 2022年9月1日  | 2022年10月14日 |
| 2    | 8    | 8    | 2024年8月29日 | 2024年10月3日  |

### 第一季（2022年）
| 總集數 | 集數 （季） | 標題     | 導演                 | 編劇                                                | 上線日期       |
| ------ | ----------- | -------- | -------------------- | --------------------------------------------------- | -------------- |
| 1      | 1           | 過往暗影 | 胡安·安東尼奧·巴亞納 | J·D·潘恩＆派翠克·麥凱                               | 2022年9月1日   |
| 2      | 2           | 漂流     | 胡安·安東尼奧·巴亞納 | 詹妮弗·哈奇森                                       | 2022年9月1日   |
| 3      | 3           | 阿達爾   | 韋恩·葉              | 傑森·卡希爾＆賈斯汀·多卜                            | 2022年9月9日   |
| 4      | 4           | 巨浪     | 韋恩·葉              | 史蒂芬妮·佛森、J·D·潘恩＆派翠克·麥凱                | 2022年9月16日  |
| 5      | 5           | 離別     | 韋恩·葉              | 賈斯汀·多卜                                         | 2022年9月23日  |
| 6      | 6           | 烏頓     | 夏洛特·布蘭斯特羅姆  | 尼古拉斯·亞當斯、賈斯汀·多卜、J·D·潘恩＆派翠克·麥凱 | 2022年9月30日  |
| 7      | 7           | 魔眼     | 夏洛特·布蘭斯特羅姆  | 傑森·卡希爾                                         | 2022年10月7日  |
| 8      | 8           | 合金     | 韋恩·葉              | 詹妮弗·哈奇森、J·D·潘恩＆派翠克·麥凱                | 2022年10月14日 |

### 第二季（2024年）
| 總集數 | 集數 （季） | 標題         | 導演                             | 編劇                                | 上線日期      |
| ------ | ----------- | ------------ | -------------------------------- | ----------------------------------- | ------------- |
| 9      | 1           | 天下精靈     | 夏洛特·布蘭斯特羅姆              | 詹妮弗·哈奇森、約翰·佩恩            | 2024年8月29日 |
| 10     | 2           | 星辰奇異之地 | 夏洛特·布蘭斯特羅姆、路易絲·霍伯 | 約翰·佩恩、派翠克·麥凱              | 2024年8月29日 |
| 11     | 3           | 大鷹與王位   | 夏洛特·布蘭斯特羅姆、路易絲·霍伯 | 約翰·佩恩、派翠克·麥凱              | 2024年8月29日 |
| 12     | 4           | 最老之人     | 桑娜·哈姆利、路易絲·霍伯         | 約翰·佩恩、派翠克·麥凱              | 2024年9月5日  |
| 13     | 5           | 矮人石殿     | 桑娜·哈姆利、路易絲·霍伯         | 約翰·佩恩、派翠克·麥凱              | 2024年9月12日 |
| 14     | 6           | 他在何處？   | 桑娜·哈姆利                      | 約翰·佩恩、派翠克·麥凱              | 2024年9月19日 |
| 15     | 7           | 凡人宿命     | 夏洛特·布蘭斯特羅姆              | 約翰·佩恩、派翠克·麥凱、賈斯汀·多博 | 2024年9月26日 |
| 16     | 8           | 魔影與烈焰   | 夏洛特·布蘭斯特羅姆              | 約翰·佩恩、派翠克·麥凱              | 2024年10月3日 |

## 製作

### 開發

#### 版權獲取
2017年7月，托爾金遺產委員會與電影《魔戒電影三部曲》和《哈比人電影系列》的出品公司華納兄弟就影視改編權達成協議，托爾金遺產委員會開始向包括亞馬遜影片、Netflix和HBO等在內的影視製作公司出售小說的電視劇改編權。9月，亞馬遜與托爾金遺產委員會進入最終商談階段，該公司總裁傑弗里·貝索斯親自參與其中。
2017年11月13日，亞馬遜公司宣布花費2.5億美元的版權費從托爾金遺產委員會手中購下小說《魔戒》的改編權，必須得在兩年之內開始投入製作。《好萊塢報導》估算，該劇的製作預算可能達10億美元之高，每季預算為1億至1.5億美元。華納兄弟電視公司不會參與製作，除了亞馬遜工作室之外，製作公司還包括托爾金遺產委員會、哈潑柯林斯出版社和新線影業。亞馬遜工作室在高度安全措施防護下進行《魔戒》的製作，以防止劇情提早外洩。

#### 創意團隊
2018年4月，《魔戒》和《哈比人》系列電影導演彼得·傑克森與亞馬遜進入商談階段。6月，傑克森確定不參與該項目的製作。7月，亞馬遜聘請J·D·潘恩（J.D. Payne）和派翠克·麥凱（Patrick McKay）為影集創作劇本。12月，傑克森透露他和他的團隊可能會閱讀劇本，並提出建議，但不會參與創作。
2019年5月，《冰與火之歌：權力遊戲》的編劇兼監製布萊恩·考克曼與亞馬遜簽署協議，擔當電視劇《魔戒：力量之戒》的製作顧問。7月，胡安·安東尼奧·巴亞納確定執導前兩集，並與貝倫·阿蒂恩扎（Belén Atienza）共同增添為執行製作人。同月，《冰與火之歌：權力遊戲》的主創大衛·貝尼奧夫和D·B·魏斯與亞馬遜進入商談階段，其中協議包括製作電視劇《魔戒：力量之戒》。但兩人隨後與Netflix簽署獨家合作協議。月底，亞馬遜宣布J·D·潘恩（J.D. Payne）和派翠克·麥凱（Patrick McKay）擔當節目統籌，同時公布幕後團隊，J·D·潘恩、派翠克·麥凱、胡安·安東尼奧·巴亞納、貝倫·阿蒂恩扎、琳賽·韋伯（Lindsey Weber）、布魯斯·里奇蒙（Bruce Richmond）、基恩·凱利（Gene Kelly）、雪倫·塔爾·由加多（Sharon Tal Yguado）、珍妮佛·哈奇森、傑森·卡希爾和賈斯汀·多卜（Justin Doble）共同擔當執行製作人，羅恩·艾姆斯（Ron Ames）為製作人，凱特·荷莉（Kate Hawley）為服裝設計，瑞克·海因里希斯為藝術總監，約翰·豪為插畫概念藝術家，傑森·史密斯為視覺特效總監。此外，知名托爾金專家湯姆·希比被聘為顧問，以確保劇情能忠於原著。2020年4月，湯姆·希比不再參與該項目。
布萊恩·考克曼在完成第一季的製作之後離開製作團隊，基恩·凱利也不再擔當執行製片人，新增卡勒姆·格林（Callum Greene）為執行製片人。卡勒姆·格林此前擔當2013年電影《哈比人：荒谷惡龍》的製片人。2021年3月，韋恩·葉確定執導其中四集，並擔當聯合執行製片人。2021年5月，夏洛特·布蘭斯特羅姆執導其中兩集。

#### 取景地點
2018年6月，亞馬遜工作室負責人珍妮弗·薩爾克（Jennifer Salke）透露製作組計劃仍然在電影的取景地紐西蘭拍攝。12月，因工作室在奧克蘭進展不順，亞馬遜計劃轉至其他國家，紐西蘭經濟發展部長戴維·帕克與亞馬遜展開一場「危機會談」。會上紐西蘭政府同意給予亞馬遜最高25%的退稅。亞馬遜曾將蘇格蘭作為備選取景地點，於2018年底前去實地考察，計劃與蘇格蘭當地公司合作，在愛丁堡利斯籌建工作室。
2019年6月，紐西蘭正式被確定為拍攝地。2019年3月基督城清真寺槍擊案發生後，紐西蘭政府向亞馬遜保證劇組在該國的安全，另外考量英國脫歐對蘇格蘭的影響，亞馬遜因此選定在奧克蘭完成主要拍攝，此外還在蘇格蘭和紐西蘭的其他地區如皇后鎮等取景拍攝。9月，亞馬遜與紐西蘭電影委員會以及奧克蘭旅遊、活動與經濟發展局達成合作協議，預計將在幾個月內開啟拍攝作業。主創J·D·潘恩和派翠克·麥凱稱將選擇「壯麗的原始海岸、森林和山脈」作為影集的主要取景地。

#### 製作季數
依據與托爾金遺產委員會的簽訂的最初合作條款，亞馬遜籌劃製作五季。2019年7月，湯姆·希比透露第一季共20集。11月，亞馬遜正式預訂第二季，製作組計劃在完成前兩集的拍攝之後，停工四到五個月，幕後團隊利用這段時間籌劃第二季並撰寫劇本。劇組接下來有望採取套拍方式完成前兩季的拍攝作業。2020年1月，亞馬遜宣布第一季共8集。

### 劇本
2019年2月中旬，位於聖塔莫尼卡編劇工作室開始創作劇本。除了J·D·潘恩和派翠克·麥凱之外，編劇群包括珍妮佛·哈奇森、海倫·尚（Helen Shang）、傑森·卡希爾、賈斯汀·多卜（Justin Doble）、布萊恩·考克曼和史蒂芬妮·佛森，葛倫尼西·穆林斯（Glenise Mullins）擔當寫作顧問。亞馬遜工作室負責人珍妮弗·薩爾克表示：「我們的電視劇版不會直接翻拍電影版的劇情，同時也不會按原著從頭講起」。電視劇劇情背景設定於第二紀元，在電影《魔戒首部曲：魔戒現身》中事件的三千多年前。托爾金遺產委員會規定，該劇劇情不得使用第一紀元的相關題材。
2021年1月，亞馬遜釋出劇情梗概，劇中故事發生地點包括迷霧山脈、精靈之都林頓和努曼諾爾帝國。

### 設計
2018年12月，彼得·傑克森透露亞馬遜希望影集與電影在設計上保持連續性。2019年8月，約翰·豪再次強調這一點，表示儘管存在預算差異，但希望在美學上與電影沒有差異。

### 選角
2018年6月，珍妮弗·薩爾克表示儘管影集不是翻拍電影，但電影中的一些角色將出現於影集之中。2019年7月，亞馬遜展開全球範圍內的選角工作，並在美國、英國和澳大利亞選擇導演。與此同時，製作組開始在紐西蘭的選角工作。7月底，瑪克拉·卡瓦諾進入商談階段。9月，威爾·普爾特確定出演主要角色。10月，麥克斯·鲍德里和喬瑟夫·毛利加入劇組。12月，艾瑪·霍瓦特出演主要角色。當月，因檔期衝突，威爾·普爾特離開劇組。莫菲德·克拉克確認出演年輕的凱蘭崔爾，該角色在電影中由凱特·布蘭琪飾演。
2020年1月，羅伯特·阿拉馬約代替威爾·普爾特出演男主角。一週之後，亞馬遜正式宣布主要演員包括羅柏·亞倫梅耶、歐文·亞瑟、娜贊寧·波妮亞蒂、湯姆·巴奇、莫菲德·克拉克、伊斯梅爾·克魯斯·科爾多瓦、艾瑪·霍瓦特、瑪克拉·卡瓦諾、喬瑟夫·毛利、泰隆·穆哈費迪恩、蘇菲亞·諾姆維特、梅根·理查斯、迪倫·史密斯、查理·維克斯和丹尼爾·韋曼，仍有部分關鍵角色尚未確定演員。3月，麥克斯·鲍德里確定出演主要角色。2020年12月，亞馬遜宣布新增20名演員的名單，分別為辛西婭·雅代-魯賓遜、麥克斯·鲍德里、伊恩·布萊克本、基普·查普曼、安東尼·克魯姆、瑪克辛·坎利夫、崔斯坦·葛拉維、連尼·亨利、澤斯塔·喬尼森戴拉、法比安·麥卡勒姆、西蒙·米瑞爾斯、傑夫·莫雷爾、彼得·穆蘭、勞埃德·歐文、奧古斯塔·普魯、彼得·泰特、艾力克斯·塔蘭特、萊昂·瓦德姆、班傑明·沃克和薩拉·桑旺巴尼。
2021年3月，演員湯姆·巴奇在拍攝數集之後離開該項目，他透露亞馬遜在回顧試播集時對他所飾演的角色發展存在不同意見。2021年7月，查爾斯·愛德華茲、威爾·弗萊徹、艾米莉·希爾德-維利爾斯和鮑爾·卡西迪確定參演影集。

### 拍攝
2020年1月中旬，演員在開拍前開始讀本。主體拍攝在紐西蘭的奧克蘭開機，胡安·安東尼奧·巴亞納執導前兩集。2月7日，特技演員艾麗莎·卡德威爾（Elissa Cadwell）在排練時受傷，亞馬遜開啟意外事件調查，卡德威爾隨後康復。劇組於2月在奧克蘭展開外景拍攝。
前兩集的拍攝預計到5月結束，此後停工四到五個月，幕後團隊利用這段時間籌劃第二季並撰寫劇本。劇組計劃於10月恢復拍攝作業，2021年6月殺青。3月，因應2019冠狀病毒病疫情，劇組暫停拍攝，約800名演職人員在家中隔離。5月初，劇組透露前兩集的大部分工作已經拍攝完成，儘管紐西蘭允許大製作項目恢復拍攝，亞馬遜決定暫不開機，待完成此後多集的劇本之後一起拍攝。2020年7月，前兩季剩下的集數進入前期製作階段。劇組於9月28日恢復拍攝作業。12月23日，巴亞納完成前兩集的拍攝工作。兩週的聖誕休假之後，製作組於2021年1月繼續拍攝餘下的集數。2021年3月，導演韋恩·葉透露已經開始拍攝他所執導的集數。2021年5月，導演夏洛特·布蘭斯特羅姆已經前往紐西蘭準備拍攝作業。

## 市場營銷
2019年7月，亞馬遜透過社交媒體推出第二紀元時期的中土世界地圖。地圖由插畫家約翰·豪設計繪製，托爾金專家湯姆·希比擔當顧問。

## 發行
2021年8月2日，《魔戒：力量之戒》定於2022年9月2日在亞馬遜影片首播两集，之后每週播出一集。2022年8月16日，官方宣布首播時程表，部分地區最早是在2022年9月1日播出

## 外部連結
- 互联网电影数据库（IMDb）上《魔戒：力量之戒》的资料（英文）
- 魔戒：力量之戒的X（前Twitter）
- 豆瓣电影上《魔戒：力量之戒》的資料 （简体中文）